# Esther Platteeuw
Esther Platteeuw (Brugge, 30 januari 1987) is een Belgische illustrator van kinderboeken.

## Leven
Platteeuw groeide op in Brugge. Net als Maria von Trapp in The Sound of Music wil Platteeuwnon worden. Later ruilde ze die droom in voor haar grote liefde: tekenen. Ze volgde Illustratie aan de Koninklijke Academie voor Schone Kunsten (KASK) in Gent en kreeg er onder meer les van illustrator Carll Cneut.
In 2011 studeerde ze af met illustraties bij Jules Vernes klassieker 20.000 mijlen onder zee. Op basis van haar portfolio werd ze in datzelfde jaar laureaat van Goed voor Druk. Die jaarlijkse wedstrijd van De Leeswelp en de VIC voor jong, grafisch talent in België geeft beginnende illustratoren een podium.
Platteeuw heeft haar atelier in een oude militaire kazerne in hartje Brugge.

## Werk
In 2012 debuteerde ze met illustraties bij Groeten uit het ondergrondse van Tine Mortier, het derde deel in een reeks van Kunstwerkt. De speelse reeks wil kinderen vertrouwd maken met hedendaagse kunstenaars, waaronder Jan Fabre en Hannes van Severen. Platteeuws tekeningen staan daarin vooral in dienst van de kunstwerken, en zijn nu eens sober, dan weer explosief van stijl.
In Dante danst oma blij, een prentenboek uit 2013 van Twiggy Bossuyt, eisen haar illustraties meer aandacht op. In principe moet de tekst van een prentenboek dan ook weglaatbaar zijn, vindt Platteeuw.
Het juryrapport van Goed voor Druk heeft het over Esther Platteeuws stijl als grafisch interessant, fris en gevarieerd, gecontroleerd naïef, technisch boeiend en onnadrukkelijk humoristisch. Zelf wil ze het evenwicht tussen rust en chaos, controle en impulsiviteit bereiken door afplaktape te gebruiken. Daarmee creëert ze een afgelijnde ‘strakheid’. Uitbundig kleurgebruik zorgt voor tegenwicht en brengt gevoel en diepte in de illustraties. Humor is altijd subtiel aanwezig, maar ze mikt met haar prenten nooit op de snelle lach. Verder houdt ze van illustraties waar met proporties gespeeld wordt.

## Bekroningen
- 2011: Goed voor Druk

- Gemeinsame Normdatei: 1057037710
- Virtual International Authority File: 310542645